# Lanjarón
Lanjarón è un comune spagnolo di 3 908 abitanti situato nella comunità autonoma dell'Andalusia.